# Powiat Český Krumlov
Powiat Český Krumlov (czes. Okres Český Krumlov) – powiat w Czechach, w kraju południowoczeskim. Jego siedziba znajduje się w mieście Český Krumlov. Powierzchnia powiatu wynosi 1615,03 km², zamieszkuje go 59 941 osób (gęstość zaludnienia wynosi 37,12 mieszkańców na 1 km²). Powiat ten liczy 46 miejscowości, w tym 5 miast.
Od 1 stycznia 2003 powiaty nie są już jednostką podziału administracyjnego Czech. Podział na powiaty zachowały jednak sądy, policja i niektóre inne urzędy państwowe. Został on również zachowany dla celów statystycznych.

## Struktura powierzchni
Według danych z 31 grudnia 2003 powiat ma obszar 1615,03 km², w tym:
- użytki rolne – 35,75%, w tym 38,22% gruntów ornych
- inne – 64,25%, w tym 74,42% lasów
- liczba gospodarstw rolnych: 458

## Demografia
Dane z 31 grudnia 2003:
| Opis        | Ogółem | Kobiety       | Mężczyźni     |
| ----------- | ------ | ------------- | ------------- |
| populacja   | 59 941 | 30 050 50,13% | 29 891 49,87% |
| średni wiek | 37     | 38,55         | 36,41         |

- gęstość zaludnienia: 37,12 mieszk./km²
- 50,50% ludności powiatu mieszka w miastach.

## Zatrudnienie
| Mieszkańcy ze stałym zatrudnieniem | 13 049       |
| Średnia pensja miesięczna          | 14 746 koron |
| Bezrobotni                         | 3 517        |
| Stopa bezrobocia                   | 10,69%       |

## Szkolnictwo
W powiecie Český Krumlov działają:
| Rodzaj szkoły                   | Liczba szkół |
| ------------------------------- | ------------ |
| Przedszkola                     | 35           |
| Szkoły podstawowe               | 29           |
| Gimnazja                        | 2            |
| Szkoły średnie techniczne       | 4            |
| Szkoły średnie ogólnokształcące | 3            |
| Szkoły wyższe                   |              |

## Służba zdrowia
| Lekarze                               | 160 |
| Szpitale                              | 1   |
| Specjalistyczne ośrodki terapeutyczne | 1   |
| Gabinety dentystyczne                 | 32  |
| Apteki                                | 12  |

## Gminy powiatu
Miasta wyróżniono pogrubieniem, miasteczka kursywą:
- Benešov nad Černou
- Besednice
- Bohdalovice
- Brloh
- Bujanov
- Černá v Pošumaví
- Český Krumlov
- Dolní Dvořiště
- Dolní Třebonín
- Frymburk
- Holubov
- Horní Dvořiště
- Horní Planá
- Hořice na Šumavě
- Chlumec
- Chvalšiny
- Kájov
- Kaplice
- Křemže
- Lipno nad Vltavou
- Loučovice
- Malonty
- Malšín
- Mirkovice
- Mojné
- Netřebice
- Nová Ves
- Omlenice
- Pohorská Ves
- Přední Výtoň
- Přídolí
- Přísečná
- Rožmberk nad Vltavou
- Rožmitál na Šumavě
- Soběnov
- Srnín
- Střítež
- Světlík
- Velešín
- Větřní
- Věžovatá Pláně
- Vyšší Brod
- Zlatá Koruna
- Zubčice
- Zvíkov